# Мраз, Иван
Иван Мраз (словац. Ivan Mráz; 24 мая 1941, Левоча, Спишска-Нова-Вес — 18 мая 2024, Эредия) — чехословацкий футболист, игравший на позиции нападающего. Участник Олимпийских игр 1964 года. После окончания карьеры стал тренером.

## Биография
В качестве футболиста играл за сильнейшие клубы страны — «Спарту» и «Дуклу». Был лидером сборной Чехословакии на Олимпиаде 1964 года в Токио. На турнире Мраз забил пять мячей. Он помог национальной команде дойти до финала, в котором она уступила Венгрии (1:2). В конце карьеры выступал в Нидерландах за «МВВ Маастрихт».
После завершения карьеры Мраз перешёл на тренерскую работу. Он возглавлял «Спарту», а также сборную Коста-Рики.
Умер 18 мая 2024 года в больнице Святого Павла в Эредии, Коста-Рика, после долгой борьбы с болезнью Альцгеймера.

## Достижения

### Футболиста
- Серебряный призёр Олимпийских игр: 1964.
- Чемпион Чехословакии (2): 1964/65, 1965/66.
- Обладатель Кубка Чехословакии (5): 1961/62, 1962/63, 1963/64, 1965/66, 1971/72.

### Тренера
- Чемпион Коста-Рики (2): 1980, 1991/92.
- Финалист Кубка чемпионов КОНКАКАФ: 1992.